# توتتشي
توتتشي هي قرية في مقاطعة أصفهان، إيران. يقدر عدد سكانها بـ 25 نسمة بحسب إحصاء 2016.